# Alfred Kolleritsch

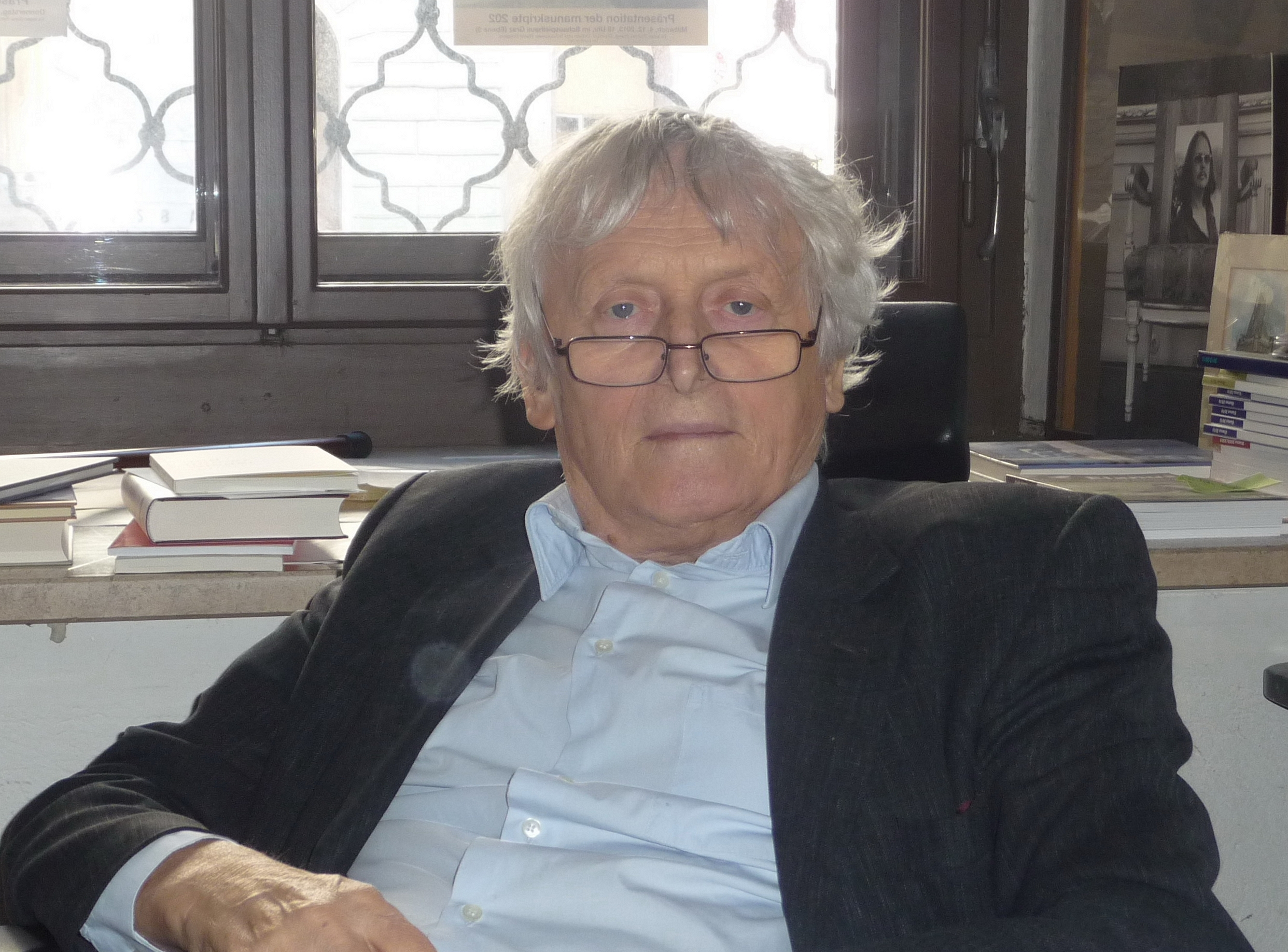
Alfred Kolleritsch (2014)

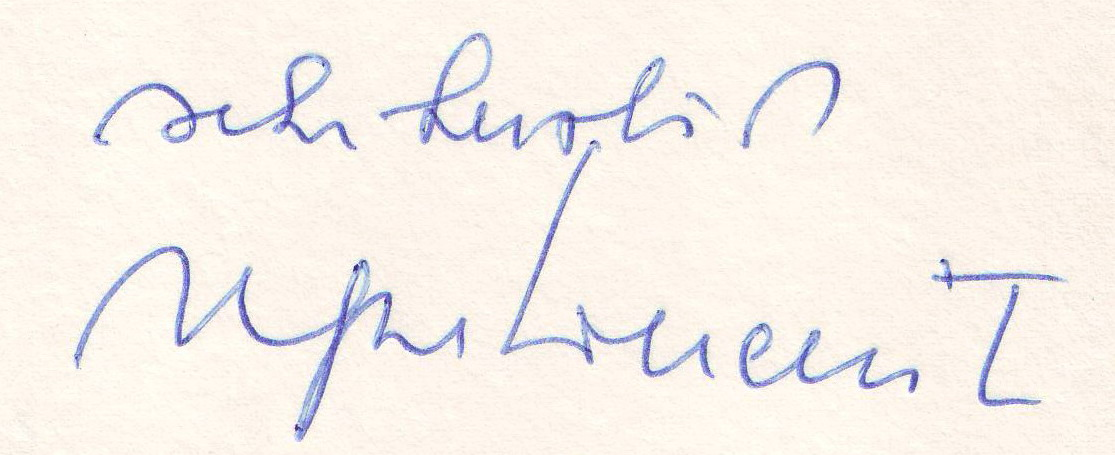
Widmung: sehr herzlich Alfred Kolleritsch (1992)

Alfred Kolleritsch (* 16. Februar 1931 in Brunnsee, Südsteiermark; † 29. Mai 2020 in Graz) war ein österreichischer Schriftsteller, Lyriker, Philosoph, Begründer der manuskripte, einer der wichtigsten österreichischen Literaturzeitschriften, und Mitbegründer sowie langjähriger Präsident des Forum Stadtpark in Graz.

## Leben und Wirken

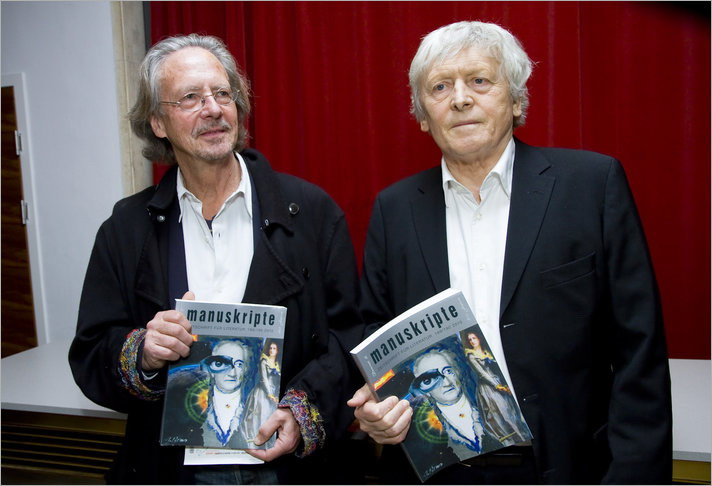
50 Jahre manuskripte: Alfred Kolleritsch mit Peter Handke (2010)

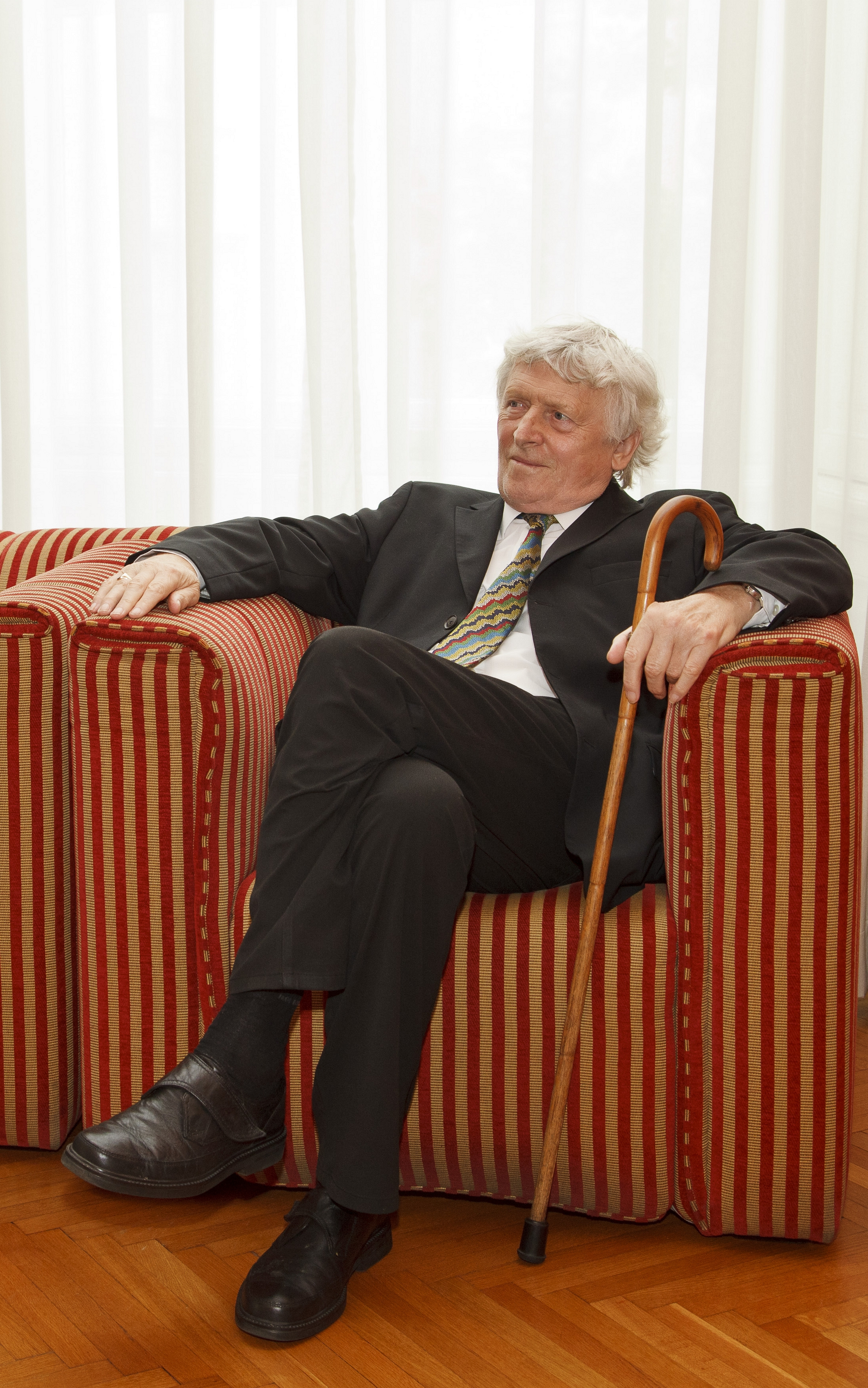
Alfred Kolleritsch (2011)

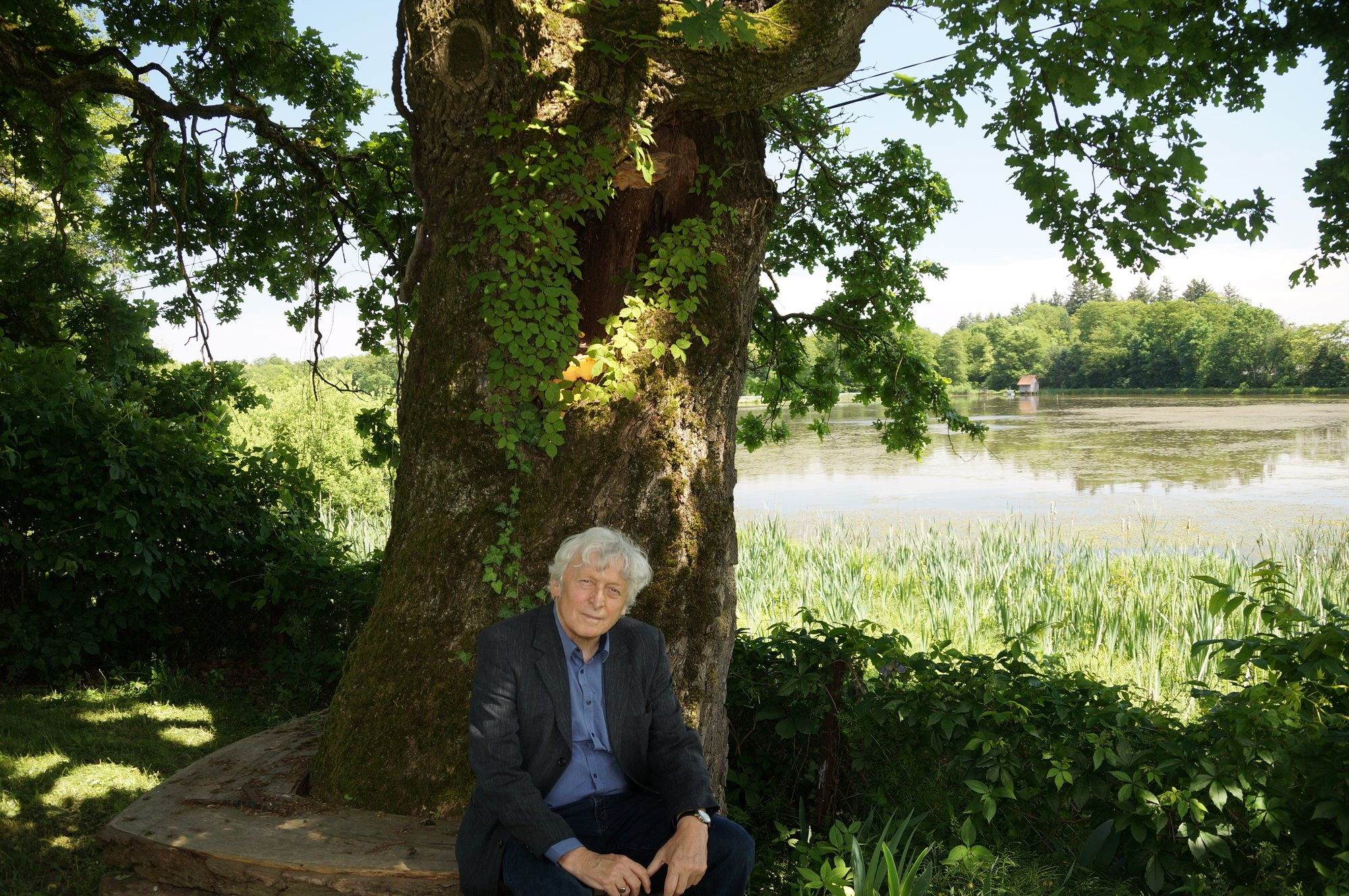
Alfred Kolleritsch vor der Eiche bei seinem Heimathaus in Brunnsee (2013)

Kolleritsch wuchs als Sohn des Forstverwalters der Herrschaft Brunnsee, Alfred Gottfried Kolleritsch (1904–1972), sowie der Postangestellten Lukretia, geb. Semlitsch (geb. 1907), auf und absolvierte ein Grazer Gymnasium mit der Reifeprüfung im Jahr 1950. Er war der ältere Bruder des steirischen Musikwissenschaftlers Otto Kolleritsch. 1939, acht Jahre nach Alfred Kolleritschs Geburt, kam als Dritte im Bunde schließlich auch Helga Kolleritsch zur Welt. Alfred Kolleritsch studierte an der Universität Graz Germanistik, Anglistik, Philosophie und später auch Geschichte. Er legte die Lehramtsprüfung für Geschichte, Philosophie und Germanistik 1955 ab und absolvierte anschließend ein Probejahr am Akademischen Gymnasium in Graz. Ab 1958 arbeitete er als Lehrer in Leibnitz, ab 1963/64 am Akademischen Gymnasium in Graz. 1964 promovierte er zum Dr. phil. mit einer Arbeit über Martin Heidegger. Auf ihn wurde Kolleritsch noch vor der Matura aufmerksam, als er den Wiener Philosophen Leo Gabriel (geb. 1902) kennenlernte und dieser ihm Heideggers Werk Platons Lehre von der Wahrheit in die Hand drückte. Ab dem Sommersemester 1972 hat Kolleritsch immer wieder Lehraufträge für Philosophie und Literatur an der Karl-Franzens-Universität Graz angenommen.
1958 veröffentlichte Alfred Kolleritsch sein erstes Gedicht Es ist zu spät. 1959 war Alfred Kolleritsch Mitbegründer und von 1969 bis 1995 Präsident des Forum Stadtpark in Graz. 1960 gründete er eine der wichtigsten österreichischen Literaturzeitschriften, die manuskripte, als literarische Plattform des Forum Stadtpark, in der er vor allem experimentellen Autoren eine Möglichkeit der Veröffentlichung bot und die er zuletzt mit Andreas Unterweger herausgab. Dies war in der Gründungszeit ein durchaus gewagtes Unterfangen. Auch Kolleritschs Ehefrau Hedwig Tax (geb. 1939), mit der er von 1958 bis 1966 verheiratet war, leistete zahlreiche Beiträge für die manuskripte. Zuerst erschienen die manuskripte dreimal, dann viermal pro Jahr. Bereits ein Jahr nach der Gründung waren neben der „Grazer Gruppe“ auch Autoren der „Wiener Gruppe“ mit ihren Arbeiten in den manuskripten vertreten. Der Autorenkreis erweiterte sich von Jahr zu Jahr und ab 1976 fanden auch Symposien statt. Seit 1995 sind die manuskripte unabhängig vom Forum Stadtpark und werden vom „manuskripte Literaturverein“ herausgegeben. Kolleritsch verhalf mit den manuskripten Autoren wie Oswald Wiener oder Ernst Jandl zu Aufmerksamkeit. Zu den jüngeren Autoren, die hier eine erste Möglichkeit zur Veröffentlichung fanden, zählen weiters beispielsweise Wolfgang Bauer, Barbara Frischmuth, Michael Scharang, Gunter Falk und Peter Handke. Sie alle verdanken ihm damit den Durchbruch als anerkannte Autoren.
1968 heiratete Alfred Kolleritsch Hildegard Leikauf (1948–2025), die zu dieser Zeit Kunstgeschichte studierte. Die Ehe hielt bis 1982.
1972 veröffentlichte Alfred Kolleritsch Die Pfirsichtöter. Seismographischer Roman. Trotz des regelmäßigen Schreibens eigener Texte für die manuskripte brachte er erst relativ spät diese selbstständige Publikation heraus.
1973 zählte Kolleritsch mit anderen österreichischen Schriftstellern wie Friederike Mayröcker, Ernst Jandl und Gustav Ernst zu den Gründungsmitgliedern der Grazer Autorenversammlung, die den Gegenpol zum Österreichischen P.E.N.-Club bildet.
1974 erschienen der Roman Die grüne Seite und die Erzählung Von der schwarzen Kappe.
1976 berief man ihn in das Direktorium des internationalen Festivals für zeitgenössische Kunst Steirischer Herbst, 1980 wurde er korrespondierendes Mitglied der Deutschen Akademie für Sprache und Dichtung in Darmstadt, 1987 Jury-Mitglied des Petrarca-Preises. Ab 1997 war er korrespondierendes Mitglied der Abteilung Literatur der Bayerischen Akademie der Schönen Künste.
Alfred Kolleritsch erhielt sowohl Ehrenmedaille und Ehrenurkunde der Stadt Graz (1981) als auch das Große Ehrenzeichen des Landes Steiermark für besondere Verdienste (1984).
1982 kam Sohn Julian (* 12. August) zur Welt. Dieser unterstützte seinen Vater später in der Literaturzeitschrift manuskripte intensivst.
1987 heiratete Kolleritsch Gabriele Margarethe Lichtenegger (geb. 1952); im selben Jahr kam sein Sohn Philipp Jovan zur Welt.

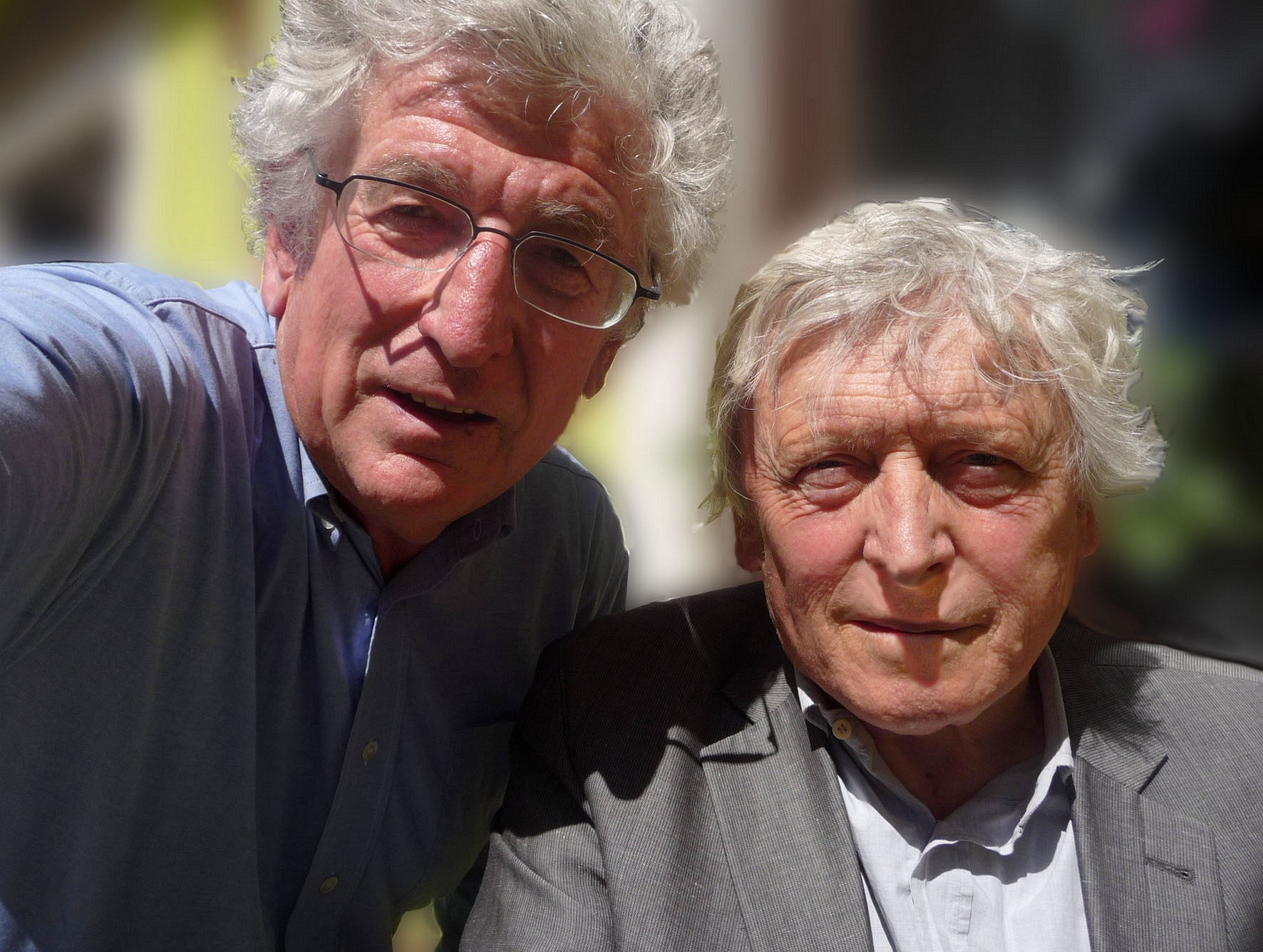
Alfred Kolleritsch mit seinem Freund Josef Wilhelm, dem ehemaligen Direktor des Akademischen Gymnasiums Graz (2012)

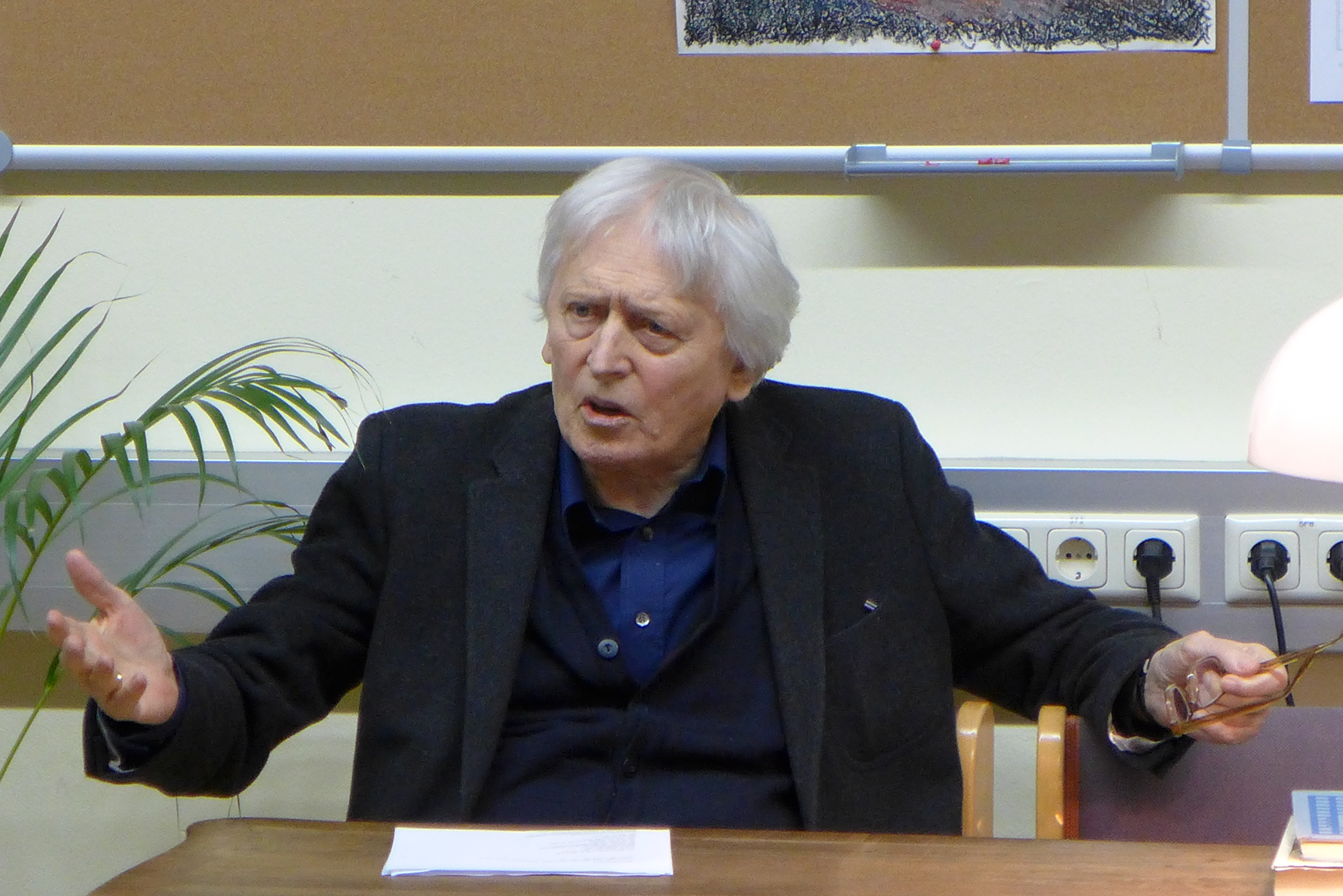
Alfred Kolleritsch, Lesung im Akademischen Gymnasium Graz anlässlich seines 85. Geburtstages (2016)

Als Lehrer des Akademischen Gymnasiums Graz wurde Alfred Kolleritsch mit Ende des Schuljahres 1992/93 pensioniert. Anlässlich seines 85. Geburtstages hielt er im Akademischen Gymnasium Graz, dem er bis zuletzt sehr verbunden war, eine Lesung aus seinen Werken. Darunter war auch sein von ihm voll Poesie, aber auch Kampfesgeist verfasstes, wortstarkes Vermächtnis an „die Jungen“.
Kolleritsch galt als Kämpfer gegen die „Wiederkehr des Immergleichen“. In seinen Werken wandte er sich gegen die Einengung und Erstarrung des Lebens sowie gegen Totalitarismus und Faschismus.
Alfred Kolleritsch kooperierte auch immer wieder mit Künstlern anderer Genres, dabei ist vor allem die Zusammenarbeit mit seinem langjährigen Kollegen am Akademischen Gymnasium Graz und engen Freund, dem Maler und Grafiker Hartmut Urban, hervorzuheben. Hartmut Urban illustrierte beispielsweise einige literarische Werke von Alfred Kolleritsch, wie 1992 das Buch Hemler der Vogel (siehe Literaturhinweise). 1995 gestaltete Hartmut Urban eine Intervention im Stiegenhaus der Neuen Galerie in Graz. Dafür strukturierte und verdichtete er die Textur von Buchseiten aus Dichtungen von Alfred Kolleritsch mittels gestischer Übermalung. Diese Intervention, der großflächige, mehrteilige Literaturfahrplan, heute im Akademischen Gymnasiums Graz befindlich, wurde von Hartmut Urbans Bruder Gerolf Urban aus dem Nachlass der Schule geschenkt.
Kolleritsch starb am 29. Mai 2020 im Alter von 89 Jahren in Graz. Die Verabschiedung fand am 3. Juli 2020 in der Pfarrkirche Mureck statt. Dabei hielten unter anderem Barbara Frischmuth, Christine Frisinghelli, die Nachfolgerin von Kolleritsch als Forum-Stadtpark-Präsidentin, Klaus Hoffer, Andreas Unterweger und der steirische Landeshauptmann Hermann Schützenhöfer Trauerreden. Beigesetzt wurde Alfred Kolleritsch im engsten Familienkreis auf dem katholischen Stadtfriedhof St. Peter in einem Ehrengrab der Stadt Graz.
In diversen auf seinen Tod folgenden Reaktionen wurde er u. a. von Bundespräsident Alexander Van der Bellen, Kunst- und Kulturstaatssekretärin Andrea Mayer, Gerhard Ruiss (Sprecher der IG Autorinnen Autoren), Harald Posch (Leiter des Werk X in Wien und ehemaliger Schüler Kolleritschs am Akademischen Gymnasium Graz), Julya Rabinowich und dem Grazer Filmfestival Diagonale beispielsweise als „Ermöglicher der Literatur“, „begnadeter Schriftsteller“, „uneitler Förderer und treuer Wegbegleiter vieler Autorinnen und Autoren“ oder auch als „Einstiegsdroge in die Kunstwelt für Schüler“ gewürdigt.

## Textbeispiele von Alfred Kolleritsch
„Die Welt ist ein Knabenregiment, sagt Heraklit, sie ist ein Spiel, die Weisheit, das Lehrer-Schüler-Spiel zu meistern, liegt in der Ferne. Wir sollten wissen, dass wir letztlich ein Chaos zu bewältigen haben, in das wir Spuren möglicher Wege legen. Kaum ein anderer Beruf ist diesem Wagnis ausgesetzt.“

„Sag mir etwas, das nicht verschwindet. Was war, ist weggeraten. Auf der Hand klebt der Gedanke den Flügelschlag eines Vogels lang.“

„Im Zimmer ist Sonne, eine Blume bleibt, eine Hand sucht die Geschichte der anderen. Die Zeit nimmt uns hin. Ihr einziger Anspruch.“

„Es spricht mit uns, dunkel und licht zugleich, Unvergängliches ohne Dauer.“

## Aussagen über Alfred Kolleritsch
„Alfred Kolleritsch ist ein freundlicher Mensch mit einem ziemlich bösen Blick. Mit diesem bösen Blick für die ihn umgebenden Zustände und der Freundlichkeit für die einzelnen Leute hat er auch sein Buch geschrieben.“

„Alfred Kolleritsch war und ist Förderer und Entdecker, Wegbereiter für eine moderne Literaturlandschaft und das Substrat, auf dem sich viele Literaten sowie Kunst- und Kultur-Gruppierungen weit über die Grenzen der Steiermark hinaus entfalten konnten und eine Avantgarde innerhalb des arrivierten Betriebs bildeten. Ich bin stolz, dass wir so eine Persönlichkeit wie sie auszeichnen dürfen.“

„Wie glücklich darf man sich schätzen, Dich, einen der ganz großen österreichischen Lyriker seinerzeit am Akademischen Gymnasium Graz als Deutschlehrer erlebt zu haben.“

„Es gibt, glaube ich, keinen, der sich im Schreiben der Vorläufigkeit so bewußt ist wie Kolleritsch. [...] Denn dieser Schriftsteller zwingt uns garantiert zu nichts, er zeigt uns nur alles.“

## Auszeichnungen
- 1974 Förderungspreis des Landes Steiermark
- 1976 Literaturpreis des Landes Steiermark
- 1978 Petrarca-Preis
- 1978 Förderpreis der Stadt Graz
- 1981 Manuskripte-Preis (erster Preisträger)
- 1982 Österreichischer Würdigungspreis für Literatur
- 1985 Josef-Krainer-Preis
- 1987 Georg-Trakl-Preis für Lyrik
- 1994 Österreichischer Staatspreis für Kulturpublizistik
- 1997 Prix France Culture
- 1997 Österreichisches Ehrenkreuz für Wissenschaft und Kunst I. Klasse[21][22]
- 2001 Bürger der Stadt Graz[23]
- 2002 Hanns-Koren-Kulturpreis des Landes Steiermark
- 2005 Horst-Bienek-Preis für Lyrik
- 2006 Großes Goldenes Ehrenzeichen des Landes Steiermark mit dem Stern
- 2009 Franz-Nabl-Preis[24][25]
- 2013 Ehrenring des Landes Steiermark[4][19][26]
- 2017 Ehrenzeichen des Landes Steiermark für Wissenschaft, Forschung und Kunst[27]

## Werke
Romane
- Die Pfirsichtöter. (1972)
- Die grüne Seite. (1974)
- Allemann. (1989)

Erzählungen
- Gespräche im Heilbad. Verstreutes, Gesammeltes. (Essays, 1985)
- Der letzte Österreicher. (1995)

Lyrik
- Erinnerter Zorn. (1972)
- Einübung in das Vermeidbare. (1978)
- Im Vorfeld der Augen. (1982)
- Absturz ins Glück. (1983)
- Überschattungen. – Mit Bildern von Hannes Schwarz und einem Essay von Peter Strasser. (1990)
- Gegenwege. (1991)
- Zwei Wege, mehr nicht. (1993)
- In den Tälern der Welt. (1999)
- Die Summe der Tage. (2001)
- Befreiung des Empfindens. (2004)
- Tröstliche Parallelen. (2006)[28]
- Es gibt den ungeheuren Anderen. (2013)
- Die Nacht des Sehens. (2020)

Sonstiges
- Eigentlichkeit und Uneigentlichkeit in der Philosophie Martin Heideggers. (Dissertation, 1964)
- Von der schwarzen Kappe. (Erzählung, 1974)
- Über das Kindsein. – Briefe an Kolleritschs Söhne Julian und Philipp (1991)
- Hemler der Vogel. – Mit Zeichnungen von Hartmut Urban (1992)
- Die geretteten Köche. – Theaterstück (1997)
- Marginalien und Widersprüche – Texte zu Literatur, Kultur und Politik. (2001)
- Peter Handke / Alfred Kolleritsch: Schönheit ist die erste Bürgerpflicht. Briefwechsel. (2008)